# شينجي ميكامي
شينجي ميكامي (باليابانية: 三上 真司) هو مصمم ألعاب فيديو ياباني ولد في 11 أغسطس عام 1965 م في مدينة كيوتو الشهيرة بالغابات، لا يذكر المقربون منه ما كان يفعله في طفولته سوى حبه لمهرجانات التنين، (صديقه توشاي كوتاني يذكر نقلاً عن شينجي انه كان مغرماً بافلام الرعب الأمريكية الصادرة في تلك الفترة)في العام 1977 م شينجي ميكامي انهى مرحلة تعليمه الأولى وانتقل مع عائلته إلى طوكيو ومن ثم إلى أوساكا وعادوا مره أخرى إلى كيوتو في العام 1983 العام الذي بدأ فيه شينجي ميكامي الشاب مرحلته في تخصص البرمجة وذلك في سن الثامنة عشر.

## السيرة الذاتية
مع بدء نينتندو وسيجا في التنافس وإصدار الأجهزة المتقدمة تقنياً (السوبر نينتندو انترتينمت سيستم والميغادرايف) استقطبت شركة كابكوم اليابانية بعض المبرمجين الشباب أمثال كازوكي شوسيدا وهيداكي كاميا ومن بينهم أيضاً شينجي ميكامي الذي التحق بالعمل لدى شركة كابكوم في العام 1990 م حيث انضم كمبرمج مساعد وعضو مساعد في فريق المصمم الشهير يوشيكي اوكاموتو (المشهور بألعاب القتال ستريت فايترز) وكان العمل الأول له على جهاز السوبر نينتندو حيث عمل مع فريق يوشيكي اوكوموتو في لعبة جولز أند جوستس ومن ثم بدأ في العمل كمبرمج مساعد أيضاً على ألعاب الستريت فايتر القتالية بالإضافة إلى عمله على ألعاب ديزني التي انتجتها كابكوم للـ سوبر نينتندو، ومن ثم التحق لبعض الوقت أيضاً مع المصمم الشاب Keiji Inafune للعمل على سلسلة ميجامان الشهيرة، نعم منذ العام 1990 ولفترة وصلت إلى 4 سنوات كاملة دون أن تمنحه الشركة الفرصة لإنتاج لعبة خاصة به جاء اليوم الموعود لذي قدم فيه المصمم شينجي ميكامي مشروع لعبة مرعبة مستوحاة من ألون إن ذا دارك واسمها الخطر البايلوجي (رزدنت إيفل).

## الأعمال
| اللعبة                                  | سنة الإصدار | الدور              |
| --------------------------------------- | ----------- | ------------------ |
| the evil within 2 + stefano *^*!!       | 2017        | مخرج               |
| ذ ايفل ويثن                             | 2014        | منتج               |
| شادوز أوف ذا دامد                       | 2011        | منتج               |
| فانكويش                                 | 2010        | مخرج               |
| غود هاند                                | 2006        | مخرج               |
| كيلر 7                                  | 2005        | منتج تنفيذي        |
| ريزدنت إيفل 4                           | 2005        | مخرج               |
| Gyakuten Saiban 3                       | 2004        | منتج تنفيذي        |
| رزدنت إيفل أوت بريك فايل 2              | 2004        | مصمم نماذج الخلفية |
| رزدنت إيفل أوت بريك                     | 2003        | مصمم               |
| دينو كريسيس 3                           | 2003        | منتج تنفيذي        |
| فيوتيفول جو                             | 2003        | منتج تنفيذي        |
| بي.إن.03                                | 2003        | مخرج               |
| فينيكس رايت: إيس أتورني: جاستيس فور أول | 2003        | منتج تنفيذي        |
| ريزدنت إيفل زيرو                        | 2002        | مستشار تنفيذي      |
| ريزدنت إيفل (إعادة صنع لجيم كيوب)       | 2002        | مخرج               |
| ريزدنت إيفل: سرفايفور 2 - كود: فرونيكا  | 2001        |                    |
| Gyakuten Saiban                         | 2001        | منتج تنفيذي        |
| ديفل ماي كراي                           | 2001        | منتج تنفيذي        |
| ريزدنت إيفل غايدن                       | 2001        | مستشار             |
| أونيموشا: أمراء الحرب                   | 2001        | مستشار             |
| دينو كريسس 2                            | 2000        | منتج تنفيذي        |
| ريزدنت إيفل كود: فيرونكا                | 2000        | منتج               |
| ريزدنت إيفل 3: نمسيس                    | 1999        | منتج               |
| دينو كريسس                              | 1999        | مخرج/منتج          |
| ريزدنت إيفل 2                           | 1998        | منتج               |
| ريزدنت إيفل                             | 1996        | مخرج/منتج          |
| جوف تروب                                | 1994        | مصمم اللعبة        |
| علاء الدين                              | 1993        | مخطط               |
| Untitled F1 game                        | 1992        | مخطط               |
| هو فريمد روجر رابيت؟                    | 1991        | مخطط               |
| كابكوم كويز: هاتنا هاتنا نو دايبوكن     | 1990        | مخطط               |

## وصلات خارجية
- شينجي ميكامي على موقع IMDb (الإنجليزية)
- شينجي ميكامي على موقع ميتاكريتيك (الإنجليزية)
- شينجي ميكامي على موقع قاعدة بيانات الفيلم (الإنجليزية)

- صفحة المعجبين على الفيسبوك  على فيسبوك.
- صفحته في موقع mobygames.com

تصنيف